# Faty Papy
Faty Papy (Cibitoke, Bujumbura Mairie, 18 september 1990 – Piggs Peak in Swaziland, 25 april 2019) was een Burundees voetballer die als aanvaller of middenvelder speelde.

## Clubcarrière
Papy begon zijn loopbaan in Bujumbura bij AS Inter Star. Vanaf januari 2009 stond hij onder contract bij Trabzonspor uit Turkije. Daar kwam hij niet aan spelen toe en de Turkse club verhuurde hem in het seizoen 2009/10 aan MVV. Papy speelde 28 wedstrijden in de Eerste divisie waarin hij eenmaal scoorde. In het seizoen 2011/12 kwam hij uit voor APR FC waarmee hij Rwandees kampioen werd.
Vanaf 2012 speelde hij in Zuid-Afrika voor Bidvest Wits in de Premier Soccer League. In december 2015 zakte hij op het veld ineen. Bij Papy werd een hartkwaal ontdekt maar artsen konden de oorzaak niet vinden. Bij zijn rentree in mei 2016 zakte hij andermaal ineen op het veld. Bidvest Wits vond hierna het voortzetten van zijn loopbaan onverantwoord vanwege de kans op een hartstilstand en zijn contract werd in september 2016 ontbonden. In plaats van een operatie te ondergaan, koos Papy voor muti; een traditionele magische geneeswijze.
Vanaf medio 2017 ging hij trainen bij de Stars of Africa academy in Johannesburg en hij wilde een comeback maken. In juli 2018 ondertekende Papy een tweejarig contract bij Real Kings FC dat uitkwam in de National First Division. Toch bleef er twijfel over zijn medische situatie en in januari 2019 werd zijn contract ontbonden. In februari 2019 verbond Papy zich voor zes maanden aan Malanti Chiefs uit Swaziland. Papy overleed op 25 april 2019 op 28-jarige leeftijd nadat hij tijdens een wedstrijd van Malanti Chiefs tegen Green Mamba ineen stortte.

## Interlandcarrière
Papy speelde 29 wedstrijden voor Burundees voetbalelftal waarin hij drie doelpunten maakte. Hij debuteerde op 1 juni 2008 in de wk-kwalificatiewedstrijd tegen de Seychellen (0-0) als invaller na 75 minuten voor Alain Ndizeye. Hij speelde met Burundi op de CECAFA Cup 2011. Tussen september 2016 en maart 2019 speelde hij niet voor Burundi. Op 29 maart 2019 maakte Papy zijn rentree als invaller na 78 minuten voor Shasiri Nahimana in de kwalificatiewedstrijd voor het Afrikaans kampioenschap voetbal 2019 tegen Gabon. Burundi plaatste zich met het 1-1 gelijkspel voor het eerst voor een eindtoernooi.